# Mămici pentru Marte
Mămici pentru Marte este un film sci-fi american lansat în 2011 de Walt Disney Pictures. Regizorul filmului este Simon Wells, iar scenariștii sunt Simon și Wendy Wells. Premiera românească a avut loc pe 18 martie 2011 , varianta Disney Digital 3D™, IMAX® 3D, atât în varianta dublată cât și în cea subtitrată, fiind distribuit de Forum Film România,ulterior fiind disponibil pe DVD din 18 august 2011 distribuit de Provideo. 
O producție a echipei ce se află în spatele „Casa e un monstru!” și „Polar Expres”, „Mămici pentru Marte” prezintă misiunea lui Milo care trebuie să-și salveze mama. Această aventură fantastică în Disney Digital 3D™ și IMAX® 3D include felurite aventuri - călătorii cu naveta spațială, descoperirea unei planete extraordinare și surprinderea marțienilor și a protectorului lor (Mindy Sterling).

## Subiectul filmului
Milo (Seth Green), în vârstă de nouă ani, realizează cât de mult are nevoie de mama lui (Joan Cusack), atunci când aceasta este răpită de niște marțieni care plănuiesc să îi „fure” calitățile extraordinare de mamă pentru a fi utilizate în creșterea copilașilor marțieni, gata să vină pe lume. Milo este ajutat de un cunoscător al tehnologiei, un pasionat de gadgeturi, numit Gribble (Dan Fogler). Acesta a rămas prizonier al planetei Marte în anii ’80, iar acum este un legionar care locuiește sub pământ. În timp, Gribble a ajuns să descopere totul legat de planeta ce i-a devenit casă și și-a făcut prieteni. Acum, îl ajută pe Milo să-și găsească drumul înapoi spre casă, la mama lui, împreună cu tânăra rebelă marțiană, numită Ki (Elisabeth Harnois).

## Distribuția
- Seth Green - Milo
- Joan Cusack - mama lui Milo
- Tom Everett Scott - tatăl lui Milo
- Elisabeth Harnois - Ki
- Dan Fogler - Gribble
- Mindy Sterling - supraveghetor
- Jeames Earl Jones - Ja Mi
- Breckin Meyer - Spangro
- Billy Dee Williams - Myzic

## Dublajul în limba română
- Pavel Bartoș - Gribble[3]

În limba română, primul trailer a debutat dublat pe 17 februarie 2011.